# Светско првенство у кајаку и кануу на мирним водама 1938 — К-2 10.000 метара за мушкарце
Дисциплина К-2 на 10.000 метара у мушкој конкуренцији, била је једна од 2 дисциплине класичног кајака двоседа на 1. Светском првенствоу у кајаку и кануу на мирним водама 1938. одржаном у Ваксхолму (Шведска) 7. и 8. августа, у водама Балтичког мора, који окружују острво Ваксхолм, у Стокхолмском архипелагу.

## Земље учеснице
Учествовало је 26 кајакаша у 13 посада из 9 земаља. Вожена је само финална трка.
1. Данска 4
2. Литванија 2
3. Немачка 4
4. Пољска 2
5. Уједињено Краљевство 2
6. Финска 2
7. Чехословачка 4
8. Швајцарска 2
9. Шведска 4

## Резултати
| Пласман | Кајакаш                            | Земља                | Резултат | Белешке |
| ------- | ---------------------------------- | -------------------- | -------- | ------- |
| 1.      | Карл-Густав Хелстранд Ерик Хелсвик | Шведска              | 44:46,6  |         |
| 2.      | Хелмут Трибе Ханс Еберле           | Немачка              | 43.29,9  |         |
| 3.      | Адолф Кајнц Карл Мауер             | Немачка              | 44:21,1  |         |
| 4.      | Ларсон Јансон                      | Шведска              | 44:24,4  |         |
| 5.      | Ларсон Ворман                      | Данска               | 44:54,3  |         |
| 6.      | Раута Викстром                     | Финска               | 45:25,4  |         |
| 7.      | В. Цимерман Клингејфус             | Швајцарска           |          |         |
| 8.      | Јан Брзак-Феликс Брабенец]]        | Чехословачка         | 45:59,9  |         |
| 9.      | Вејшевски Лисински                 | Пољска               | 46:36,1  |         |
| 10.     | Мелер Х. Кристенсен                | Данска               | 46:51,9  |         |
| 11.     | Емил Сматлак Вацлав Панек          | Чехословачка         | 47:10,2  |         |
| 12.     | Герхард Музикант                   | Литванија            | 50:56,4  |         |
| 13.     | Хопе Хал                           | Уједињено Краљевство | 50:58,2  |         |